# Upplands runinskrifter 175
Upplands runinskrifter 175 är två vikingatida runstensfragment av sandsten i Österåkers kyrka, Österåkers socken och Österåkers kommun. De båda fragmenten utgör tillsammans större delen av en runsten. Stenen låg tidigare på kyrkogården men blev i början av 1800-talet inflyttad i kyrkan. Fragmenten är 70 gånger 90 centimeter respektive 86 gånger 61 centimeter stora. Runhöjden är 10 centimeter. U 175 finns i golvet i kyrkans vapenhus.

## Inskriften
Translitterering av runraden:
[× a]su... ... stain × iftiʀ × uikink × faþur sin × auk × iftiʀ × toku m-þur sina ×
Normalisering till runsvenska:
As... ... stæin æftiʀ Viking, faður sinn, ok æftiʀ Toku, m[o]ður sina.
Översättning till nusvenska:
Ås- ... sten efter Viking, sin fader, och efter Toka, sin moder.
Kvinnonamnet Toka är en feminin motsvarighet till det vanliga mansnamnet Toki, som finns på Sö 252, U 14 och U 201. Mansnamnet Viking finns på Sö 182, Sö 54, Sö 269 och samma person på Sö 197 och 203. Finns även  på U 34 m.fl. i Uppland, på Sm 11 och Sm 10 och Vg 17.